# Cristina Pedroche

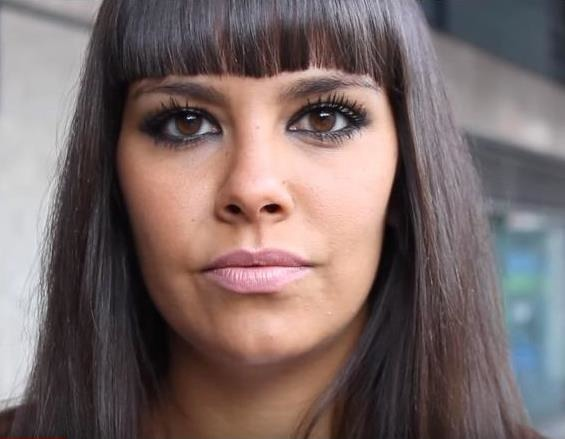
Cristina Pedroche 2013

Cristina Pedroche Navas (* 30. Oktober 1988 in Madrid) ist eine spanische Schauspielerin, Moderatorin, TV-Reporterin und Model.

## Biografie
Pedroche Navas wurde am 30. Oktober 1988 in Madrid, Spanien, geboren. Ihr Studium der Betriebswirtschaftslehre und Tourismus verband sie eine Zeit lang mit ihrer Fernseharbeit als Reporterin. Sie wurde 2010 bekannt, als sie bis 2011 als TV-Reporterin in der täglichen Comedy-Show Sé lo que hicisteis... auf La Sexta mitwirkte. Von August 2011 bis Juni 2012 arbeitete sie als Reporterin in der täglichen Comedy-Show Otra movida. Im März 2010 war sie auf dem Cover des spanischen FHM-Magazins.
Im September 2012 trat sie dem Radioprogramm Yu, no te pierdas nada als Mitarbeiterin bei Los 40 Principales bei.
Ab Dezember 2013 wirkte sie bei der täglichen TV-Comedy-Show Zapeando mit, die von Frank Blanco in La Sexta moderiert wurde. Im April 2014 nahm Pedroche mit Frank Blanco am „Wasserkrieg“-Segment der Show teil. Pedroche nutzte die Show auch als Plattform, um durch die Teilnahme an der Ice Bucket Challenge auf ALS aufmerksam zu machen.
Sie moderierte 2014–2015 die Silvester-Sendung der Twelve Grapes für La Sexta neben Frank Blanco. Während dieser Show nahm sie mit Frank Blanco an einem „Champagnerkrieg“ teil, einem Neujahrsspiel über den vorherigen „Wasserkrieg“. Sie hatte einen Auftritt in La que se avecina. 2015 verließ sie Zapeando, um an der fünften spanischen Staffel der Reality-TV-Spielshow Peking Express teilzunehmen, ihre erste Arbeit als Solo-Moderatorin. Am 31. Dezember 2015 (zusammen mit Carlos Sobera) und 31. Dezember 2016 (zusammen mit Alberto Chicote) moderierte sie im zweiten und dritten Jahr in Folge die Silvester-Sendung der Twelve Grapes, diesmal für Antena 3, und trug wiederum ein durchsichtiges Kleid.
2016 führte sie als Gastgeberin durch die sechste Staffel von Pekín Express. Ab Januar 2017 moderierte sie die Talentshow Tú sí que sí, 2017 in La Sexta. 2018 war sie Gastgeberin der Silvester-Twelve Grapes.
In Sin filtro wurde sie von Santiago Segura besetzt.
Am 12. März 2021 wurde bekanntgegeben, dass Pedroche die Gastgeberin von Love Island España wird, der spanischen Version der britischen Reality-Show und internationalen Franchise Love Island, die am 11. April 2021 Premiere feierte.
Am 24. Oktober 2015 heiratete sie den spanischen Koch David Muñoz.

## Arbeit

### Fernsehprogramme
| Jahr      | Programm                             | Hinweis           |
| --------- | ------------------------------------ | ----------------- |
| 2021      | Love Island España                   | Gastgeberin       |
| 2015–2016 | Pekín Express                        | Gastgeberin       |
| 2015      | Twelve Grapes 2015–2016 auf Antena 3 | Gastgeberin       |
| 2014      | Twelve Grapes 2014–2015 auf La Sexta | Gastgeberin       |
| 2014      | Neox Fan Awards                      | Gastgeberin       |
| 2014      | Los viernes al show                  | Zusammenarbeit    |
| seit 2013 | Zapeando                             | Zusammenarbeit    |
| 2011–2012 | Otra movida                          | Fernsehreporterin |
| 2010–2011 | Sé lo que hicisteis...               | Fernsehreporterin |

### TV-Serien
| Jahr | Serie                    | Hinweis                            |
| ---- | ------------------------ | ---------------------------------- |
| 2014 | Águila Roja              | Juana Sánchez                      |
| 2014 | Aída                     | Marta                              |
| 2014 | La que se avecina        | Flora                              |
| 2012 | La huida                 | Mit Luis Fernández                 |
| 2012 | Entre líneas             | Mit Berta Collado und Jordi Mestre |
| 2011 | Okupados                 | Webserie, 1 Folge, Doctora Hierro  |
| 2009 | Sin tetas no hay paraíso | Eine Episode                       |
| 2009 | Yo soy Bea               | Eine Episode                       |

### Kurzfilme
| Jahr | Film              | Regisseur                    |
| ---- | ----------------- | ---------------------------- |
| 2010 | Buzón de voz      | Óscar Arenas und Carlos Caro |
| 2009 | Naturaleza muerta | Raúl Alfonso                 |

### Musikvideos
| Jahr | Video             | Hinweis                                  |
| ---- | ----------------- | ---------------------------------------- |
| 2014 | No lo merezco     | Mit Camela, Alaska und Mario Vaquerizo   |
| 2012 | Summer is Crazy   | Mit DJ Valdi in Otra Movida              |
| 2012 | Dos               | Mit DJ Valdi in Otra Movida              |
| 2009 | Sólo tú           | Mit Sergio Vallín und Raquel del Rosario |
| 2009 | Canciones Tristes | Mit Noel Soto                            |

### Radio
| Jahr | Programm               | Hinweis                              |
| ---- | ---------------------- | ------------------------------------ |
| 2012 | Yu: no te pierdas nada | Mit Dani Mateo in Los 40 Principales |
| 2012 | Anda ya                | In Los 40 Principales                |